# Karta affinity
Karta affinity (z ang. to have affinity with – darzyć kogoś sympatią) – karta płatnicza, wydawana przez bank w porozumieniu z instytucją lub organizacją działalności niekomercyjnej (non profit), w celu wspierania jej działalności. 
Bank przekazuje danej jednostce część pieniędzy z prowizji (pobieranej przy każdorazowym użyciu karty przez jej posiadacza, czasami również część opłaty za wydanie. Dodatkowo niektóre banki obarczają posiadacza karty dodatkową prowizją z tytułu korzystania z tego rodzaju karty. Klient chcąc wesprzeć wybraną przez siebie organizację może dokonać wyboru spośród różnych kart.
W Polsce karty affinity stopniowo zyskują popularność, wydawane są m.in. z uczelniami (np. UJ, AGH) i fundacjami (np. WOŚP, Fundacją Rozwoju Kardiochirurgii).